# Сабашвілі Пармен Іванович
Пармен Іванович Сабашвілі (груз. პარმენ ივანეს ძე საბაშვილი; 1883, село Чимданеті або село Сахостаріо Кутаїської губернії, тепер Озургетського муніципалітету, Грузія — розстріляний 30 вересня 1937, місто Тбілісі, тепер Грузія) — грузинський радянський державний діяч, секретар ЦК КП(б) Грузії. Член Грузинської національної ради в 1918 році.

## Біографія
З 1905 року працював у головних майстернях Закавказької залізниці, брав активну участь у боротьбі тифліського пролетаріату.
Член РСДРП з 1907 року.
У 1909 році обраний членом Тифліського комітету РСДРП(б); був одним із керівників нелегальної більшовицької друкарні в Тифлісі, через що був заарештований. Після каторги в 1915 році засланий до міста Іркутська.
Після Лютневої революції 1917 року повернувся до Тифліса і продовжив революційну роботу. У 1918 році був заступником міністра шляхів сполучення Грузії. Згодом працював у Міністерстві продовольства Грузії. 
Перебував на відповідальних посадах після захоплення Грузії радянськими військами, обирався членом Закавказького крайового комітету РКП(б).
1 лютого 1922 — 23 січня 1923 року — секретар ЦК КП(б) Грузії.
До 1924 року — секретар Всегрузинського Центрального виконавчого комітету.
У 1930-ті роки — член колегії адвокатів у місті Батумі.
Заарештований у 1937 році за звинуваченням у контрреволюційній діяльності. За рішенням Військової колегії Верховного Суду СРСР засуджений до страти 17 вересня 1937 року. 30 (або 17) вересня 1937 року розстріляний. 
27 березня 1958 року посмертно реабілітований Військовою колегією Верховного Суду СРСР за відсутністю складу злочину.